# João Irineu Joffily
João Irineu Joffily (Campina Grande, 24 de maio de 1878 — Rio de Janeiro, 25 de abril de 1950) foi um bispo brasileiro.
Filho de Irineu Ceciliano Pereira Joffily e Raquel Olegário Torres Joffily; neto paterno de José Luís Pereira da Costa e Isabel Americana de Barros; neto materno de João Martins Torres Brasil e Maria do Carmo Torres. É tio-avô do cineasta brasileiro José Joffily. Atualmente existe uma rua com nome homônimo em sua homenagem em Campina Grande, sua cidade de origem.
Foi ordenado sacerdote no dia 17 de fevereiro de 1901, aos 22 anos de idade.

## Episcopado
Foi eleito bispo no dia 18 de agosto de 1914, aos 36 anos de idade. Designado como bispo coadjutor de Olinda, Pernambuco. Foi ordenado bispo no dia 13 de junho de 1915, pelas mãos de Dom Luís Raimundo da Silva Brito, Arcebispo de Olinda, e de Dom Santino Maria da Silva Coutinho e de Dom Moisés Ferreira Coelho.
Permaneceu na Arquidiocese de Olinda até 4 de maio de 1916, quando foi nomeado Bispo da Diocese do Amazonas. Permanecerá nesta função até 27 de março de 1924, quando de sua nomeação como Arcebispo de Belém do Pará.

### Arcebispo de Belém do Pará
Tomou posse em Belém no dia 23 de janeiro de 1925. Durante seu governo reformou o cabido metropolitano, fechou o Seminário, regularizou as relações com a Santa Casa.
Instalou casas religiosas de algumas congregações: Padres Lazaristas e Salesianos e as Irmãs do Bom Pastor.
Ao tentar disciplinar o Círio de Nazaré foi duramente reprovado pelo povo em geral e pelas autoridades civis.
Renunciou em 1º de maio de 1931. Faleceu no Asilo São Luís, Rio de Janeiro, a 25 de abril de 1950, aos 71  anos de idade.

### Sucessão
Na Diocese do Amazonas, Dom João Irineu é o 3º bispo, sucedendo a Dom Frederico Benício de Sousa Costa, tendo como sucessor Dom José Maria Parreira Lara.
Na Arquidiocese de Belém do Pará, Dom  João Irineu Joffily foi o terceiro Arcebispo,
sucedeu a  Dom Santino Maria da Silva Coutinho e teve como sucessor Dom Antônio de Almeida Lustosa, SDB.

### Sés titulares
Dom João Irineu foi titular de duas dioceses históricas: Sufétula (Sufetulensis) e Anasarta (Anasarthensis), a primeira quando bispo coadjutor de Olinda e a segunda quando renunciou à Arquidiocese de Belém do Pará.

## Ordenações episcopais
Dom João Irineu Joffily foi co-celebrante da sagração episcopal de:
- José Antônio de Oliveira Lopes
- Roberto Julio Colombo, OFM Cap.